# Luta de cena
Luta de cena (em inglês stage combat) é uma técnica especializada de teatro projetada para criar a ilusão de combate físico, sem que os participantes sejam feridos. É empregada em peças teatrais, bem como em como em óperas e ballets.
O termo também é usado informalmente para descrever coreografias de luta para outras formas de arte, como filmes e produções para televisão. É um campo de estudo comum para atores e dançarinos, além de ser fortemente relacionado com o trabalho dos dublês.
Em Portugal, Miguel Andrade Gomes e Eugénio Roque têm trabalho reconhecido nesta área.